# Tsuyoshi Ihara
Tsuyoshi Ihara (伊原 剛志 Ihara Tsuyoshi?, nacido como: 伊原 剛 Ihara Tsuyoshi) es un actor y autor japonés nacido en Corea del Sur. 

## Biografía
Ihara es un japonés de ascendencia coreana, nacido el 6 de noviembre de 1963 en Kitakyūshū como Yun Yu-gu (윤유구 / 尹 惟 久), y que creció en Ikuno-ku, Osaka- Se graduó de Imamiya Senior High School, Naniwa-ku, Osaka.

## Carrera
Ihara se unió a Japan Action Enterprise, una compañía de teatro fundada por Sonny Chiba, después de dejar la escuela secundaria. Poco después, comenzó a actuar en numerosas películas y dramas de televisión, incluida la serie de 1996 NHK Futarikko. En 2006, Ihara apareció como el Barón Takeichi Nishi en la aclamada película de Clint Eastwood, Cartas desde Iwo Jima, galardonada con el Premio de la Academia que lo presentó a un público internacional más amplio.
Ihara escribió un libro, Kokorozashite Sōrō (志して候う?) , que fue publicado en Japón por Amoeba Books.

## Filmografía

### Dramas televisivos
- Shadow Warriors (serie Hattori Hanzō: Kage no Gundan) (Fuji TV, 1980-) 
  - Kage no Gundan IV
  - Kage no Gundam Bakumatsu-hen
- Takeda Shingen (drama NHK Taiga de 1988; interpretando a Oda Nobuyuki)
- Oishii no ga suki (TBS, 1989)
- Kyō, Futari (drama matutino NHK de 1990)
- Yonimo Kimyōna Monogatari (1991, Fuji TV)
- Futarikko (drama de la mañana NHK 1996)
- Solo tú ~ Aisarete ~ (1996, Nippon TV)
- Ichigen no Koto (2000, NHK)
- Star no Koi (2001, Fuji TV)
- Kowloon de Aimashō (2002, TV Asahi)
- Kochira Hon Ikegami Sho (2002, TBS)
- Mibu Gishi Den ~ Shinsengumi de Ichiban Tsuyokatta Otoko ~ (2002; retratando a Hijikata Toshizō)
- Koi wa Tattakai (2003, TV Asahi)
- Kochira Hon Ikegami Sho 2 (2003, TBS)
- Chūshingura ~ Ketsudan no Toki (2003, TV Tokio ; retratando a Horibe Yasubei)
- Sky High 2 (2004, TV Asahi)
- Shinsengumi! (2004 NHK Taiga drama; retratando Sasaki Tadasaburō)
- Last Christmas (2004, Fuji TV)
- Kochira Hon Ikegami Sho 4 (2004, TBS)
- Magari Kado no Kanojo (2005, Fuji TV)
- Shiawase ni Naritai! (2005, TBS)
- Koi no Jikan (2005, TBS)
- Hotaru no Haka (2005, Nippon TV)
- Umeko (2005, TBS)
- Kuroi Taiyō (2006, TV Asahi)
- Nyotei (2007, TV Asahi)
- Team Batista no Eiko (2008, Fuji TV)
- Hanako to An (2014; interpretando a Ando Kippei, NHK Asadora)
- Hana Moyu (drama de NHK Taiga 2015; interpretando a Sakamoto Ryōma)

### Películas
- Kotaro Makaritoru (1984)
- Bakayarō! Watashi Okkote Masu (1988, Kōwa International y Shochiku)
- Hong Kong Paradise (1990, Toho)
- Daida Kyōshi Akiba, Shinken Desu! (1991, Toei y Nippon TV)
- Jingi (1991, Toei)
- Shura no Teiou (1994)
- Yonshima Monogatari (1995, Ezaki Guriko)
- Gamera: Daikaijū Kūchū Kessen (1995, Daiei)
- Abunai Deka Returns (1996, Nippon TV, Toei)
- Gamera 3: Jyashin Iris Kakusei (1999, Daiei)
- Minna no Ie (2001, Fuji TV, Toho)
- Hanochi (2004)
- Hinagon (2005)
- Cartas desde Iwo Jima (2006) - retratando al barón Takeichi Nishi
- Retribution (2006)
- Isla del calor (2007)
- Ninja (2009)
- 13 asesinos (2010)
- Kegareta Kokoro (2011) ver Shindo Renmei
- For Love's Sake (2012)
- Aibou III (2014)
- Chōkōsoku! Sankin Kōtai (2014)
- Last Knights (2015)
- Koto (2016)
- Aru Sendō no Hanashi (2019)
- Signal: The Movie (2021)

### Anime
- Karasu (1995, Toei)

### Libros
- Kokorozashite Sōrō (autor)[2]